# 69977 Saurodonati
69977 Saurodonati este un asteroid din centura principală de asteroizi.

## Descriere
69977 Saurodonati este un asteroid din centura principală de asteroizi. A fost descoperit pe 28 noiembrie 1998 la Monte Agliale de E. Mazzoni și M. Ziboli. Asteroidul prezintă o orbită caracterizată de o semiaxă mare de 3,17 ua, o excentricitate de 0,17 și o înclinație de 4,4° în raport cu ecliptica.